# Payload Assist Module
Il Payload Assist Module (PAM) è uno stadio superiore modulare per veicoli di lancio progettato e costruito dalla McDonnell Douglas Astronautics (oggi fusasi con la Boeing), che fa uso dei motori a propellente solido della serie Star prodotti dalla Thiokol. Il PAM è stato usato sia con lo Space Shuttle, che con lanciatori delle famiglie Delta e Titan per portare satelliti da un'orbita terrestre bassa a un'orbita di trasferimento geostazionaria o verso una rotta interplanetaria.

## Funzionamento
Il veicolo comprendente il carico è stabilizzato utilizzando la tecnica di stabilizzazione di spin, una tecnica di stabilizzazione passiva nella quale l'intero veicolo ruota su se stesso in modo che il suo vettore di momento angolare rimanga pressoché fissato nello spazio inerziale. Il movimento di rotazione è stabile se il
satellite gira attorno all'asse che ha momento dinerzia massimo e spesso la rotazione deve essere piuttosto veloce per mantenere il veicolo stabile durante la fase di accensione dei motori. Poiché una volta spenti i motori del PAM e sganciato il satellite, il sistema di controllo d'assetto di quest'ultimo non riuscirebbe a gestire una simile velocità di rotazione (generalmente attorno ai 50 rpm), prima della separazione si fa scattare un sistema di despinning a yo-yo montato sul Payload Assist Module e formato da due cavi aventi un peso ad un'estremità, rallentando così la velocità di rotazione fino a portarla a valori gestibili dal solo satellite (di solito dai 2 ai 5 rpm). Poiché il PAM utilizza un motore a propellente solido, spesso il suo sistema di stabilizzazione a yo-yo è in versione "yo-weight", ossia utilizza un solo cavo e un solo peso in modo tale che il modulo si rovesci dopo il distacco dal satellite al fine di evitare incidenti.

## Versioni
Originariamente sviluppato per essere utilizzato con lo Space Shuttle, negli anni sono state sviluppate diverse versioni del PAM, a seconda del lanciatore abbinato:
- PAM-A (classe Atlas), in grado di lanciare satelliti pesanti fino a 2.000 kg, è stato sviluppato per essere utilizzato con i lanciatori Atlas e con lo Space Shuttle, il suo sviluppo è stato terminato,
- PAM-D (classe Delta), in grado di lanciare satelliti pesanti fino a 1.250 kg, è stato progettato per l'utilizzo con i lanciatori Delta, è dotato di un motore Star-48B,
- PAM-DII (classe Delta), in grado di lanciare satelliti pesanti fino a 1.900 kg, è stato anch'esso progettato per l'utilizzo con i lanciatori Delta, è dotato di un motore Star-63,
- PAM-S (Speciale) utilizzato come ultimo motore di spinta per la sonda spaziale Ulysses dopo essere stato lanciato, assieme a questa, da un razzo IUS a sua volta lanciato dallo Space Shuttle Discovery durante la missione STS-41.

Ad oggi, la sola versione del PAM utilizzata è la PAM-D, impiegata come terzo stadio del razzo Delta II. 

## Incidente di rientro del 2001
Il 12 gennaio 2001, un modulo PAM-D è rientrato in atmosfera dopo un "catastrofico decadimento orbitale. Il modulo, che era stato usato nel 1993 per lanciare il satellite GPS USA-91, è precipitato schiantandosi al suolo in una zona desertica dell'Arabia Saudita fortunatamente scarsamente popolata, dove è stato poi identificato senza ombra di dubbio.

## Galleria d'immagini

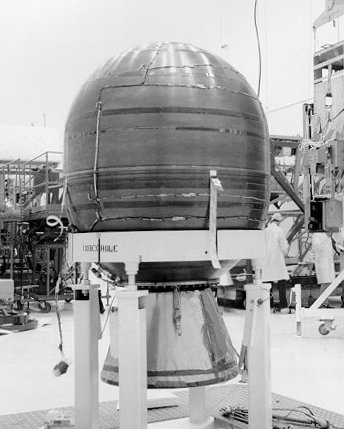
Un modulo PAM-D in fase di assemblaggio.
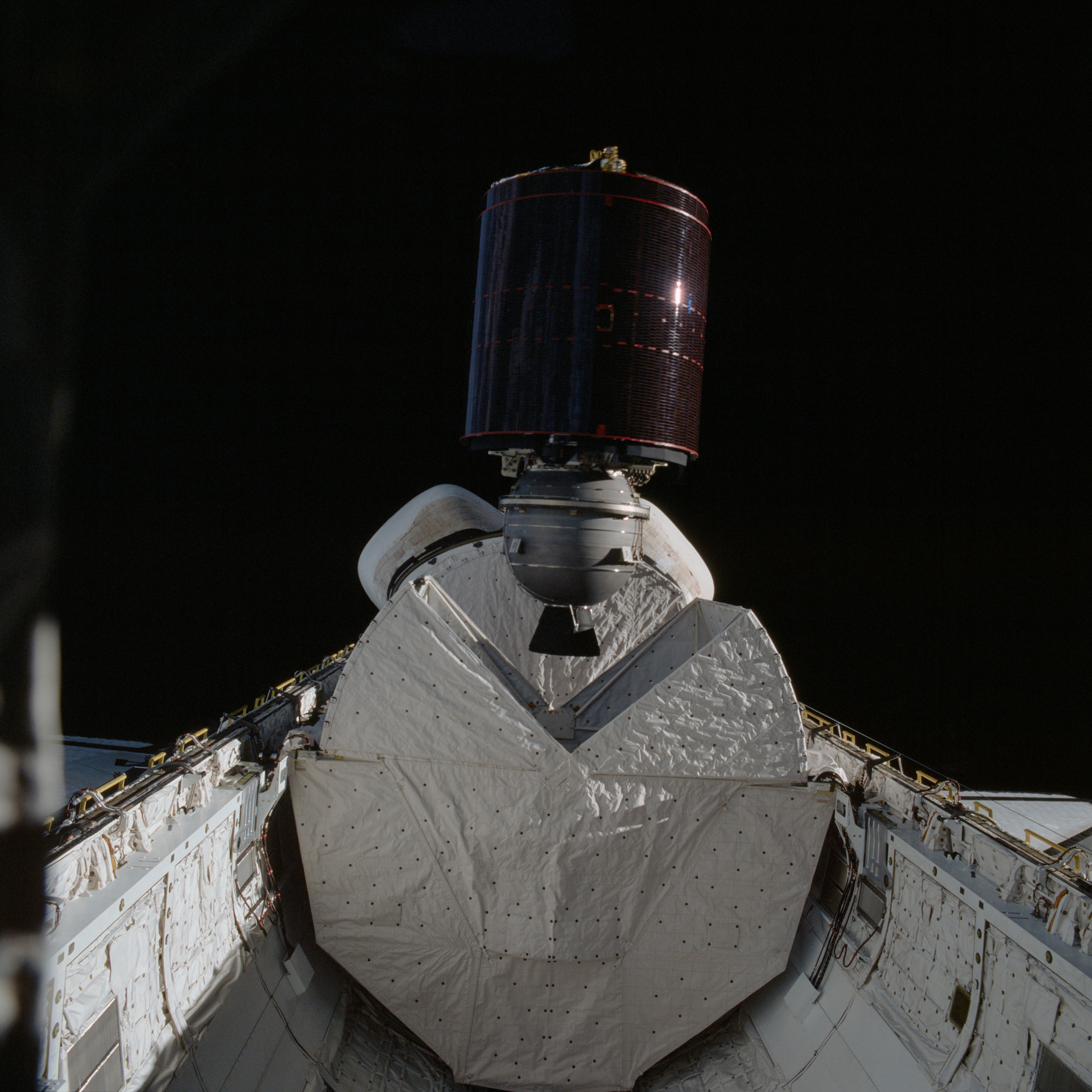
Il lancio del satellite SBS-3 unitamente ad un modulo PAM-D, visibile sotto di esso, dal vano di carico dello Space Shuttle Columbia.
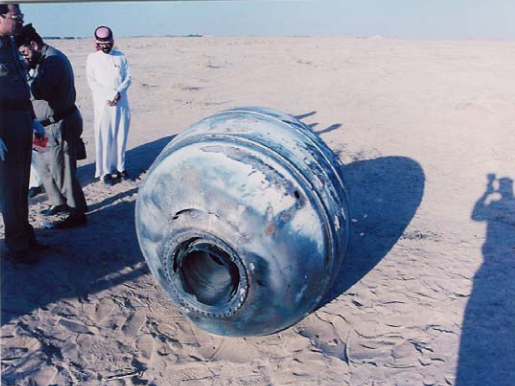
Agenti sauditi ispezionano il modulo PAM-D schiantatosi al suolo nel 2001 dopo il suo rientro in atmosfera.